# ジーナフォイロ
ジーナフォイロ（Guiafairo）は、セネガルで目撃されるUMA(未確認動物)である。

## 語源
名前はウォロフ語で「夜に飛ぶ恐怖（the fear that flies by night）」を意味するとされる。

## 特徴
ジーナフォイロは、セネガルの岩場に生息する、夜行性の動物だと考えられている。
外見は灰色で、人間の様な顔にコウモリの様な翼を持つとされる。後肢には爪を有する。
非常に強い悪臭を放ち、屋内に侵入することがあるとされる。
また、体のサイズを自由に変えることができ、一軒家ほどの大きさにまで巨大化するとする資料もある。
マイケル・ニュートンによれば、ジーナフォイロが人を襲った事例は確認されていないという。